# Slachthuisbrug (Amsterdam)
De Slachthuisbrug (brug 262) is een vaste brug in Amsterdam-Oost.
Ze overspant de Nieuwe Vaart en is gelegen in de Veelaan. Ze verzorgt de verbinding tussen het Cruquiusweg en het Zeeburgerpad. De Veelaan begint bij de Cruquiusweg, steekt de Nieuwe Vaart over middels deze Slachthuisbrug en sluit via de Veebrug over het Lozingskanaal aan op de Molukkenstraat. De vernoeming Slachthuis is afkomstig van de Veemarkt die hier vanaf rond 1883 tot midden 20e eeuw werd gehouden.
De geschiedenis van de Vee- en Slachthuisbrug gaat gelijk op. In 1882 werd een ontwerp gemaakt om de twee bruggen aan te leggen. Daarbij kwam er een draaibrug  over de Nieuwe Vaart, waar nog scheepvaart plaatsvond.  In maart 1883 waren de bruggen al in bouw, terwijl de Veemarkt nog bijna geheel moest worden ingericht. Destijds was de Dienst der Publieke Werken al verantwoordelijk voor de ontwerpen van bruggen. De architecten Bastiaan de Greef en Willem Springer waren toen verantwoordelijk voor de bruggen, maar de bouwtekeningen destijds vermeldden geen naam, de Publieke Werken werkte als een collectief. In 1901 moest de brug aangepast worden op de komst van de gemeentetram; ook toen moest de PW zich ermee bemoeien.
Eind jaren 1950-1959 moesten beide bruggen vernieuwd worden. Vanaf augustus 1960 werd er achttien maanden gewerkt aan de sloop van de oude bruggen en het plaatsen van nieuwe.
In die periode was architect Cornelis Johannes Henke werkzaam bij de Dienst der Publieke Werken, naast brugarchitecten ren Dirk Sterenberg en Dick Slebos. De drie beïnvloedden elkaar regelmatig, Henke was minder bekend, hij zou slechts rond de 35 bruggen ontwerpen. De brug vertoont overeenkomsten met de bruggen die ontworpen werden voor Amsterdam-Slotervaart: betonnen overspanningen met betonnen pijlers/jukken met eenvoudige balustrades, hier groen (in verband met de gemeentevoorschriften) in plaats van blauw.

Veebrug (lang) en Slachthuisbrug (kort) in 1935 (midden onder)

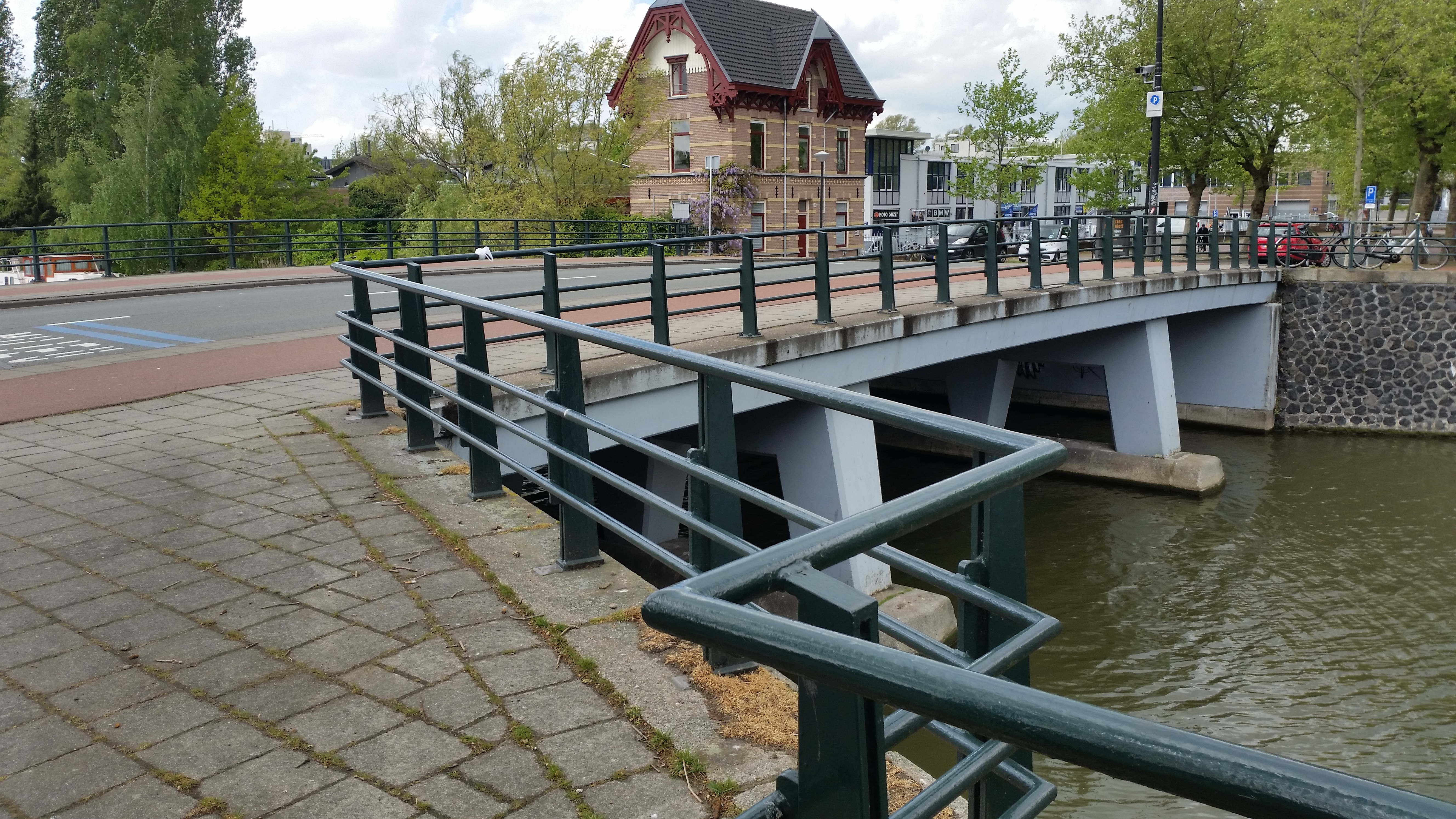
Leuningspel van Slachthuisbrug (april 2020)

<<< · 200 · 201 · 202 · 203 · 204 · 205 · 206 · 207 · 208 · 209 ·  210 · 211 · 212 · 213 · 214 · 215 · 216 · 217 · 218 · 220 · 221 · 222 · 223 · 224 · 225 · 226 · 227 · 228 · 228P · 229 · 230 · 231 · 232 · 233 · 234 · 235 · 236 · 237 · 238 · 239 ·  240 · 241 · 242 · 243 · 244 · 245 · 246 · 247 · 248 · 249 ·  250 · 251 · 252 · 253 · 254 · 255 · 256 · 257 · 258 · 259 · 260 · 261 · 262 · 263 · 264 · 265 · 266 · 267 · 270 · 271 · 272 · 273 · 274 · 275 · 277 · 278 · 279 · 280 · 281 · 283 · 285 · 286 · 287 · 288 · 289 · 290 · 291 · 292 · 293 · 295 · 296 · 297 · 298 · 299 · >>>
Brugnummers 219, 268, 269, 276, 282, 284, 294 zijn niet (meer) in omloop.